# Kallmünzerfeld am Steinberg bei Rinnenbrunn

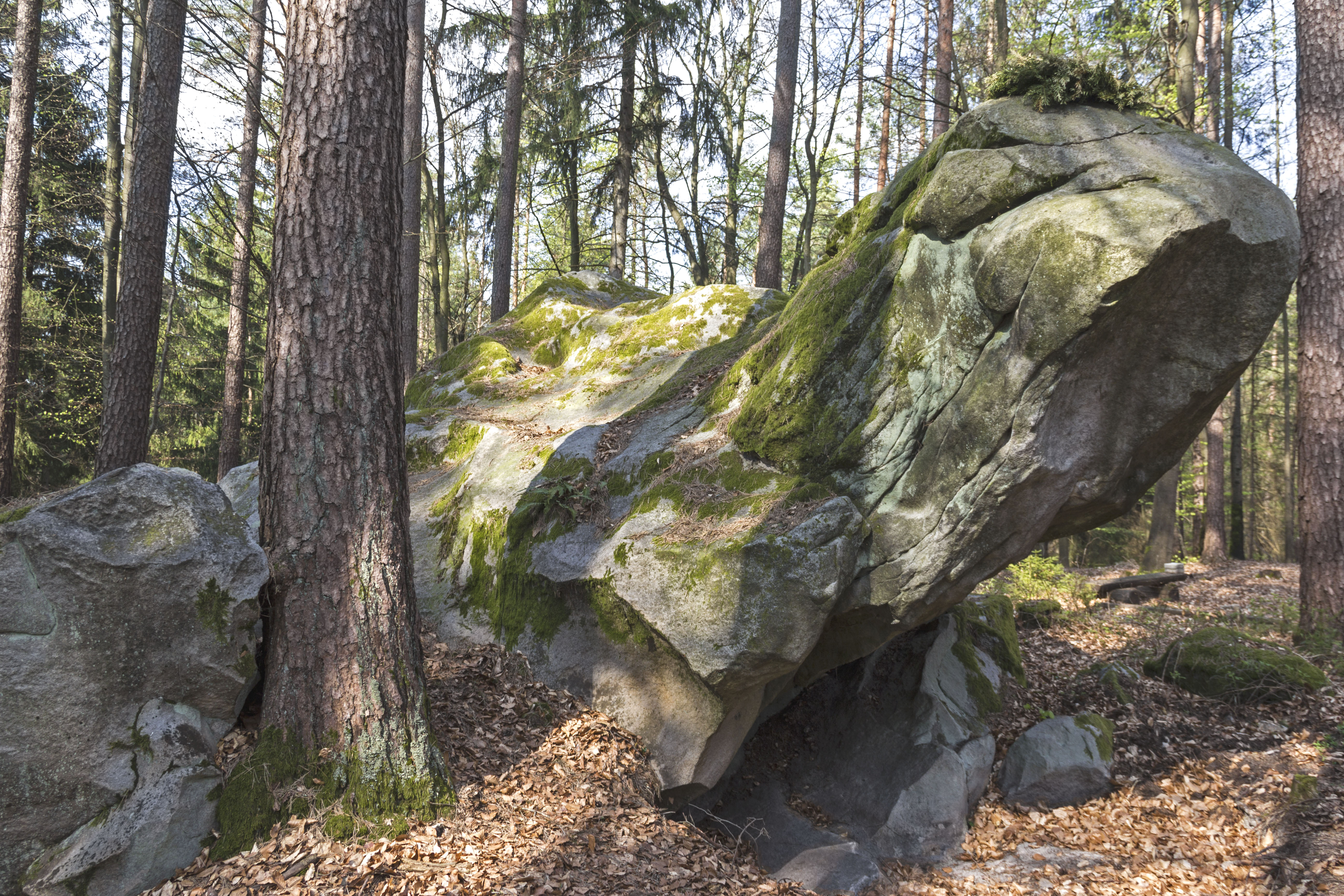
Zyprianstein

Das Kallmünzerfeld am Steinberg bei Rinnenbrunn ist eine Ansammlung von etwa 80 Kallmünzerblöcken auf dem Gebiet der Gemeinde Hirschbach im Landkreis Amberg-Sulzbach in Bayern.

## Lage
Das Kallmünzerfeld befindet sich am Südhang des Steinberges, etwa 600 Meter südöstlich des abgebrochenen Forsthauses Rinnenbrunn, eines ehemaligen Ortsteils von Neuhaus an der Pegnitz.

## Beschreibung
Kallmünzer sind verkieselte Sandsteine, die sich vom umgebenden Gelände deutlich abzeichnen. Die Steinblöcke werden auch Tertiärquarzit genannt und sind Zeugen einer kreidezeitlichen Sedimentüberdeckung. Sie sind vor etwa 60 Millionen Jahren entstanden. Es gibt dort noch etwa 80 weitere derartige verwitterungsresistente Blöcke. Das Steinfeld gab dem Steinberg seinen Namen.

## Zyprianstein
Der größte von ihnen ist der 6 × 4 × 3 Meter messende Zyprianstein. Er hat einen Umfang von etwa 17 Metern, ein Volumen von 40 Kubikmetern und ein Gewicht von 100 Tonnen. Er ist damit wahrscheinlich der größte seiner Art in Deutschland. Benannt wurde der Stein nach dem Geologen Helmut Zyprian.

## Zugang
Der Zugang ist ganzjährig möglich. Auf der befahrbaren Forststraße von Oberachtel nach Bärnhof führt ein kleiner Weg zu dem Feld. Der unscheinbare hölzerne Wegweiser wird leicht übersehen. Vor Ort befindet sich eine Infotafel.

## Geotopstatus
Das Kallmünzerfeld am Steinberg ist vom Bayerischen Landesamt für Umwelt als geschütztes Geotop ausgewiesen. Dort wird es geführt unter dem Namen Kallmünzerfeld am Steinberg NW von Ziegelhütte und der Nummer 371R050.
Siehe hierzu auch die Liste der Geotope im Landkreis Amberg-Sulzbach.

## Bildergalerie

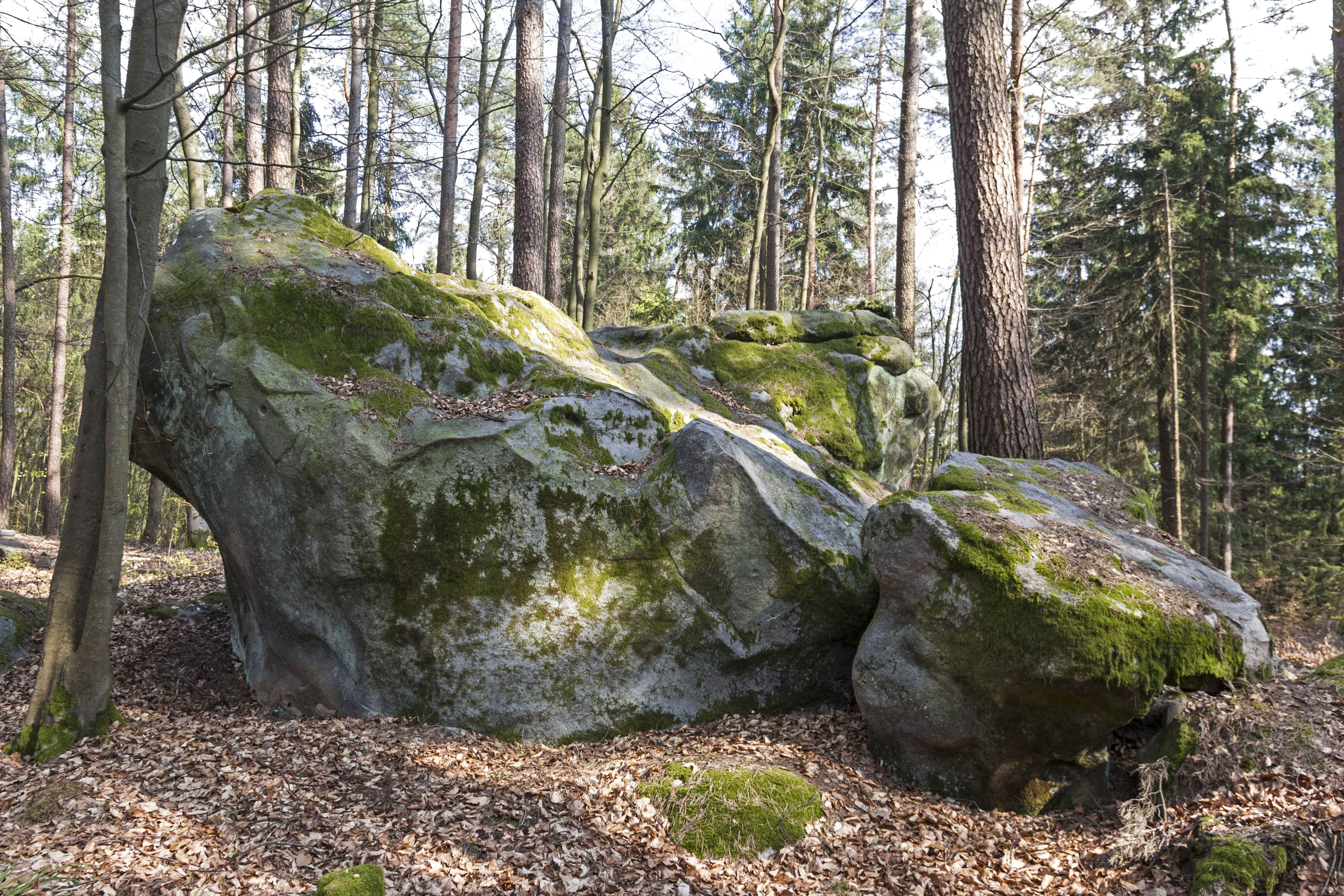
Zyprianstein
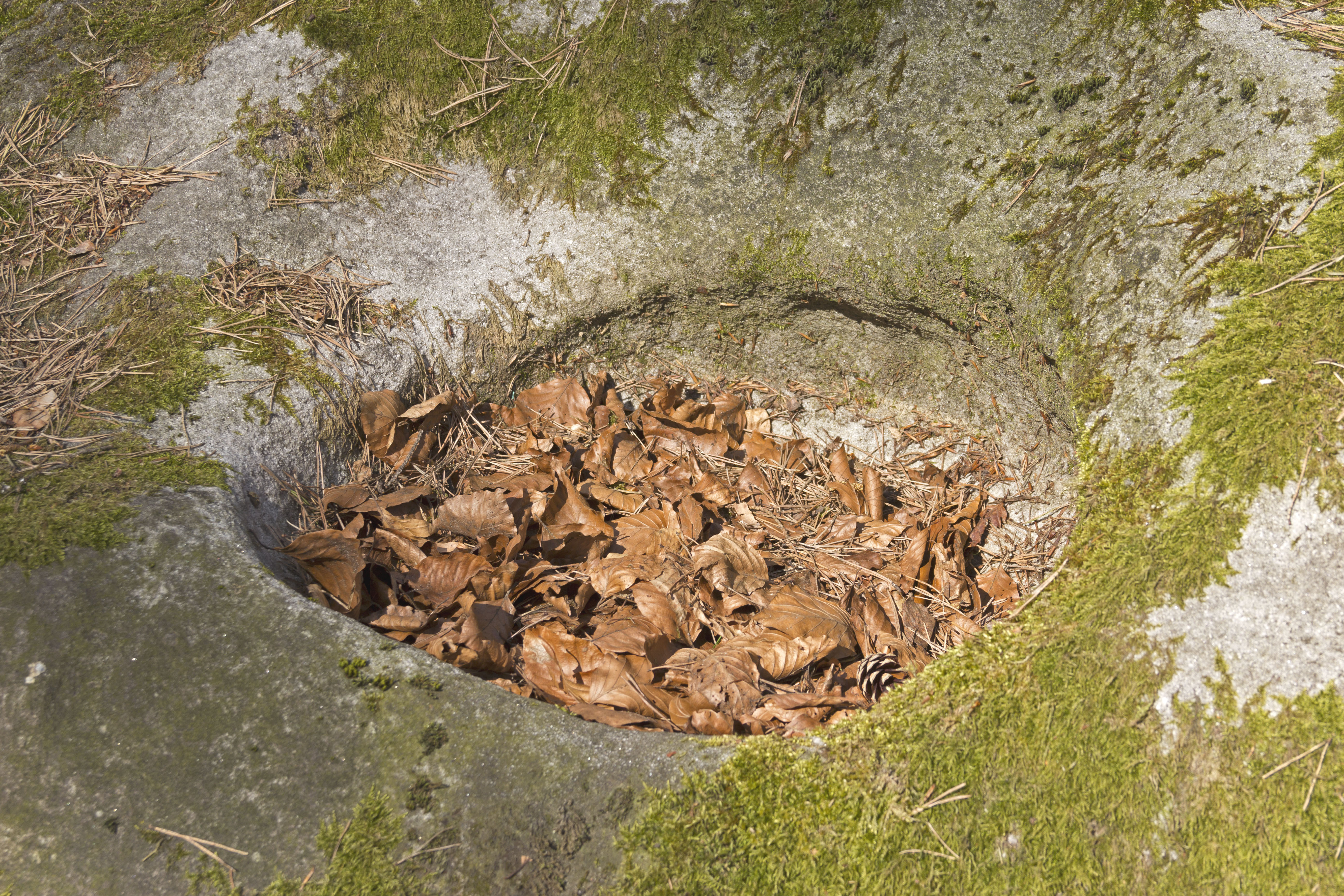
Typische schüsselartige Vertiefung
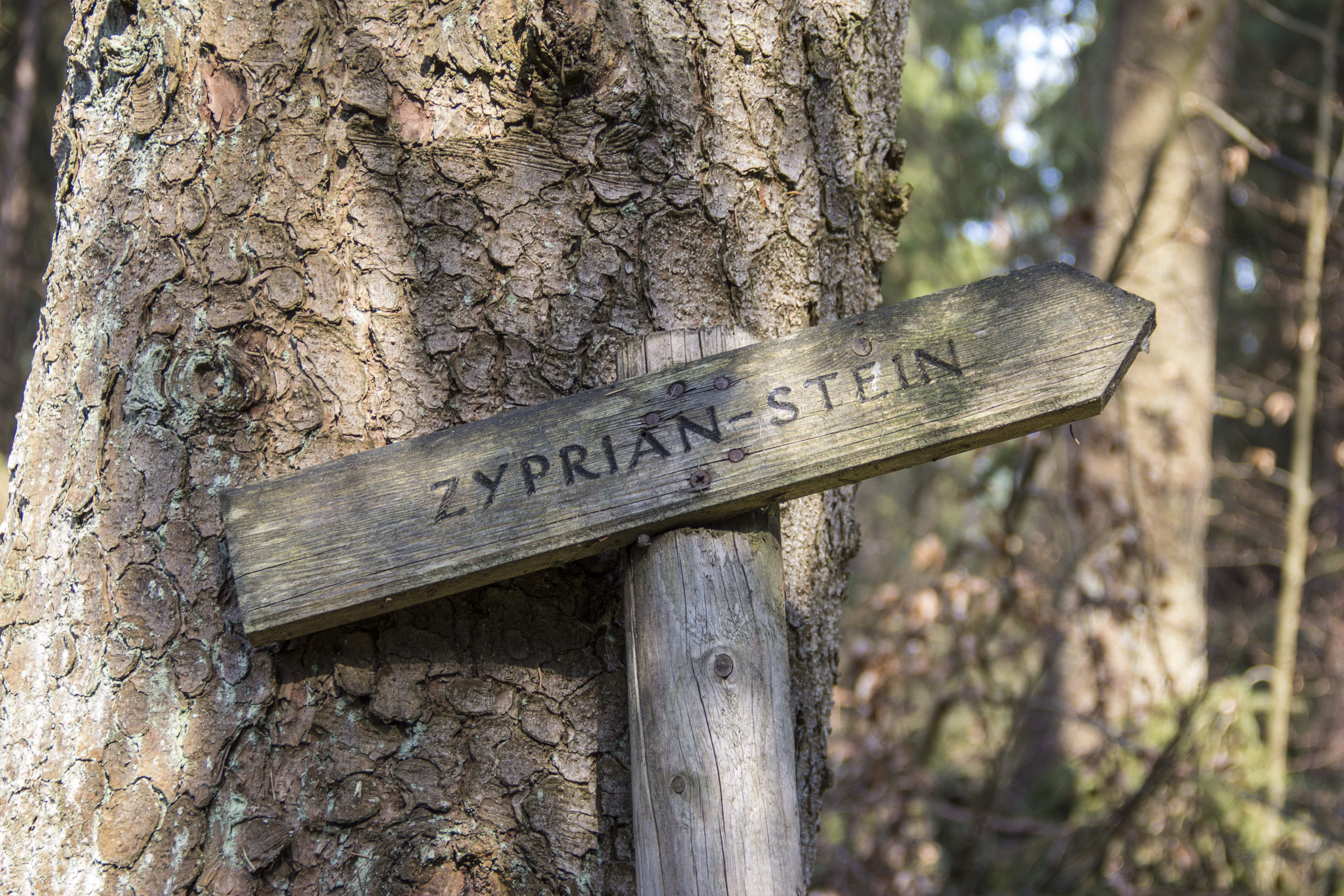
Wegweiser an der Forststraße
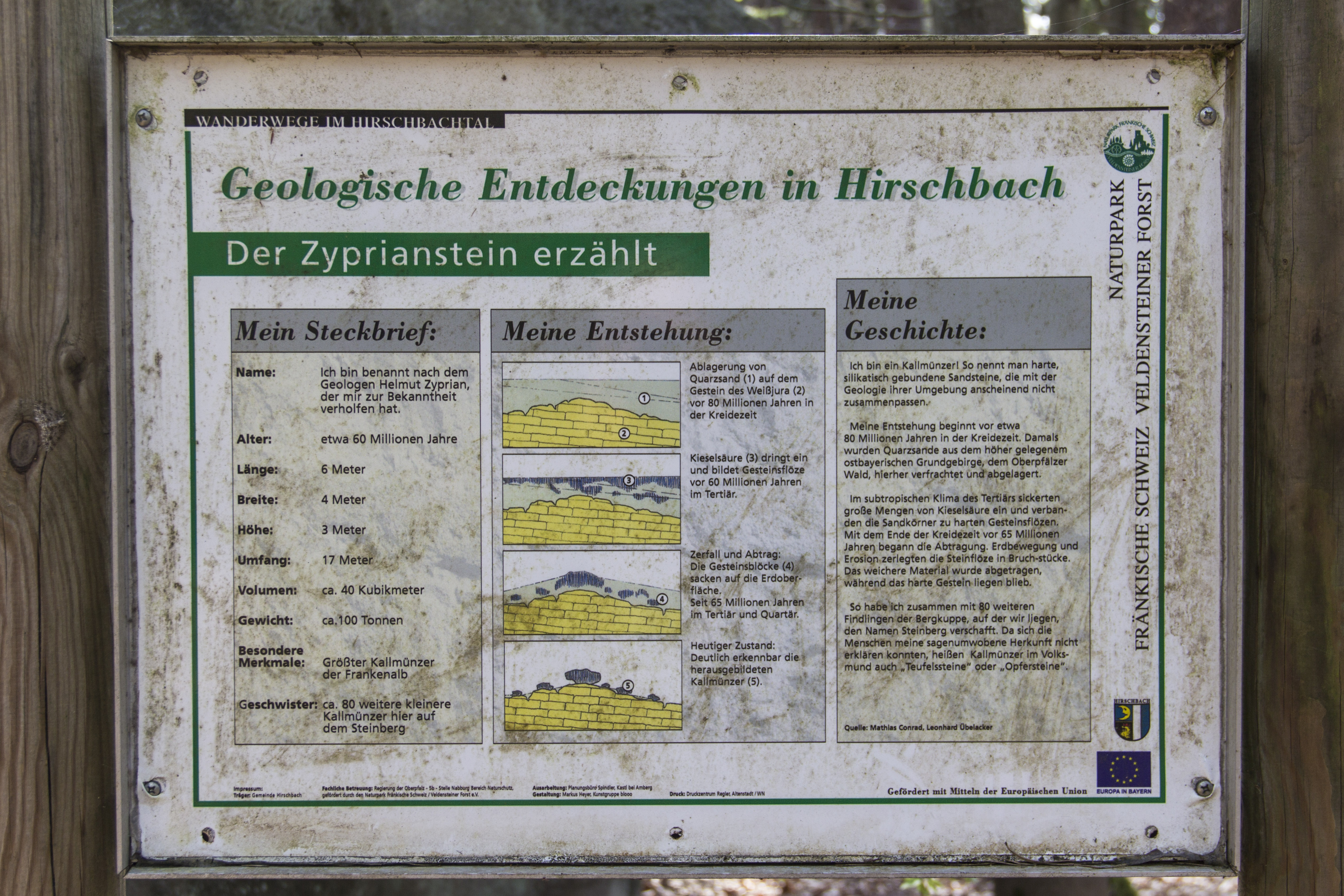
Infotafel vor Ort